# Agrotis ferina
Agrotis ferina là một loài bướm đêm trong họ Noctuidae.